# Afhængige variabel
 For alternative betydninger, se Variabel.
Den afhængige variabel er i en matematisk funktion, den variabel, der afhænger af værdien fra en eller flere andre variable. Som regel er x den uafhængige variabel, og y er den afhængige i funktioner af typen y = f(x).
y er den afhængige, fordi den afhænger af x.
EKS. x er antal syersker, og y er hvor mange skjorter, de tilsammen kan producere om dagen.
Her er y den afhængige, fordi den afhænger af, hvor mange syersker der er.
| Matematik | Spire Denne artikel om matematik er en spire som bør udbygges. Du er velkommen til at hjælpe Wikipedia ved at udvide den. |